# نبرد تینچبری
نبرد تینچبری (آواشناسی‌های گوناگون: Tinchebrai یا Tenchebrai) در ۲۸ سپتامبر سال ۱۱۰۶ میلادی در منظقه تینچبری (امروزه در یکی ازدپارتمان‌های فرانسه)، نرماندی، در میان نیروهای مهاجم هنری یکم و سپاه نورمن‌های برادر بزرگترش رابرت کورتوز، دوک نرماندی به وقوع پیوست. شوالیه‌های هنری توانستند پیروزی تعیین‌کننده ای بدست آورند. آنها رابرت را دستگیر کرده و هنری او را در ولز انگلستان زندانی کرد. رابرت تا هنگام مرگش در قلعه دوایزز و سپس در قلعه کاردیف در ۱۱۳۴ زندانی نمود.